# Guido Aristarco
Guido Aristarco (Mantova, 1918. október 7. – Róma, 1996. szeptember 11.) olasz újságíró, forgatókönyvíró, filmesztéta, egyetemi tanár.

## Életpályája
Fiatalkorában a marxizmus híve volt. Először Ferrarában a Corriere Padano munkatársa volt, majd Milánóban a rádiónál, s többek között a Szabad Olaszország (L'Italia Libera) szerkesztőségében dolgozott 1945-1946 között. 1948–1952 között a Cinema szerkesztője volt. 1952-ben megalapította a haladó Cinema Nuovo című lapot, melynek főszerkesztője volt. 1951–1952 között, valamint 1958–1959 között a Milánói Egyetem egyetemi tanára volt. Az 1970-es évek második felétől együttműködött az olasz nyelvű jugoszláv magazinnal, a Panorama-val. Az 1980-as években a Torinói Egyetem egyetemi tanára volt. 1989-ben nyugdíjba vonult.
Társszerzőként működött közre a Mégis felkel a nap (1946) forgatókönyvének megírásában (rendezte: Aldo Vergano). Cikkeinek gyűjteménye magyarul Filmművészet vagy álomgyár címen jelent meg 1970-ben.

## Művei
- Invito alle imagini, Forli (1943)
- Il colore nel Film (1949)
- L'arte del film: antologia storico-critica Bompiani (1950)
- Arte del film (1951)
- Storia delle teoriche del film (1951, 1960) (Magyarul: A filmelméletek története, I.-II., 1962)
- Dall'Arcadia a Peschiera: Il processo s'agapò Laterza, Bari, (con Renzo Renzi e Piero Calamandrei, 1954)
- Cinema italiano 1960: romanzo e antiromanzo Il Saggiatore (1961)
- Il dissolvimento della ragione. Discorso sul cinema (1965)
- Antologia di Cinema Nuovo: 1952-1958: dalla critica cinematografica alla dialettica culturale Guaraldi (1975)
- Marx, il cinema e la critica del film (1979)
- Neorealismo e nuova critica cinematografica Nuova Guaraldi (1980)
- Su Visconti Edizioni 'La zattera di Babele' (1986)
- Su Antonioni Edizioni 'La zattera di Babele' (1988)
- Il nuovo mondo dell'immagine elettronica (con Teresa Aristarco) (1985)
- Il cinema. Verso il centenario (con Teresa Aristarco) (1992)
- Il cinema fascista. Il prima e il dopo (1996)

## Filmjei
- Mégis felkel a nap (1946)

## Magyarul
- A filmelméletek története, 1-2.; ford., jegyz. kieg., bev. Nemeskürty István; Magyar Filmtudományi Intézet és Filmarchívum, Bp., 1962
- Filmművészet vagy álomgyár. A mai nyugati filmművészet. Válogatás; ford. Marx József, Zentai Éva, Nemeskürty István; Gondolat, Bp., 1970

## Fordítás
- Ez a szócikk részben vagy egészben  a   Guido Aristarco című olasz Wikipédia-szócikk fordításán alapul.  Az eredeti cikk szerkesztőit annak laptörténete sorolja fel. Ez a jelzés csupán a megfogalmazás eredetét és a szerzői jogokat jelzi, nem szolgál a cikkben szereplő információk forrásmegjelöléseként.